# Massasauga
De massasauga (Sistrurus catenatus) is een dwergratelslang uit de familie adders (Viperidae) en de onderfamilie groefkopadders (Crotalinae).

## Naam en indeling
De wetenschappelijke naam van de massasauga werd voor het eerst voorgesteld door Constantine Samuel Rafinesque-Schmaltz in 1818. De soort behoorde lange tijd tot het geslacht Crotalinus, waardoor de verouderde wetenschappelijke naam in de literatuur wordt gebruikt. Vroeger werden er drie ondersoorten onderscheiden maar de voormalige ondersoort Sistrurus catenatus edwardsi wordt in het geheel niet meer erkend en een andere ondersoort wordt tegenwoordig als een aparte soort beschouwd: Sistrurus tergeminus.
De soortaanduiding catenatus betekent vrij vertaald 'kettingdragend' en slaat op de rugtekening van donkere vlekken op een lichtere achtergrond.

## Uiterlijke kenmerken
Van alle dwergratelslangen is dit de grootste soort, de slang bereikt een lichaamslengte van ongeveer 47 tot 75 centimeter, uitschieters kunnen iets meer dan een meter lang worden. De kop is duidelijk te onderscheiden van het lichaam door de aanwezigheid van een insnoering.
De lichaamskleur is bruin tot grijs met donkere, zwartomzoomde vlekken over het gehele lichaam. Sommige exemplaren zijn melanisch en hebben een geheel zwarte lichaamskleur.

## Levenswijze
De vrouwtjes zetten geen eieren af maar zijn eierlevendbarend, de jongen komen levend ter wereld. De juvenielen zijn bij hun geboorte ongeveer 19 tot 25 centimeter lang. Ze eten vooral kikkers, hoewel het geen echte waterslang is zoals andere kikkeretende slangen. Daarnaast worden ook zoogdieren zoals muizen, vogels en andere slangen buitgemaakt.

## Verspreiding en habitat
De massasauga komt voor in delen van Noord-Amerika en leeft in de landen Canada, Mexico en de Verenigde Staten. In Canada komt de slang voor in de staat Ontario, in Mexico is de slang te vinden in de staat Nuevo León en in de VS is de soort gevonden in de staten New York, Pennsylvania, Ohio, Indiana, Illinois, Iowa, Wisconsin, Missouri en Colorado. De habitat bestaat uit savannen, graslanden, scrublands, draslanden en woestijnen, zowel gematigde als hete woestijnen. De massasauga is de noordelijkst voorkomende ratelslang.

## Beschermingsstatus
Door de internationale natuurbeschermingsorganisatie IUCN is de beschermingsstatus 'veilig' toegewezen (Least Concern of LC).